# Hybomys univittatus
Hybomys univittatus é uma espécie de roedor da família Muridae.
Pode ser encontrada nos seguintes países: Angola, Burundi, Camarões, República Centro-Africana, República do Congo, República Democrática do Congo, Guiné Equatorial, Gabão, Nigéria, Ruanda, Uganda e Zâmbia.
Os seus habitats naturais são: florestas secas tropicais ou subtropicais, florestas subtropicais ou tropicais húmidas de baixa altitude e regiões subtropicais ou tropicais húmidas de alta altitude.